# Pétroglyphes de Miculla
Les pétroglyphes de Miculla à San Francisco de Cuculla sont un ensemble de pétroglyphes situés dans le désert de San Francisco près du village de Miculla à une courte distance de la ville de Pachia dans le district de Calana (département de Tacna) à l'extrême sud du Pérou. Ils sont situés des deux côtés de la rivière Palca, à sa confluence avec la rivière Caplina à 22 km au nord-est de la ville de Tacna.
Le plus grand nombre de pétroglyphes se trouve au kilomètre 22 de la route Tacna-Bolivie et couvre une superficie de 16 km2 non loin de la frontière avec le Chili. 
Les pétroglyphes de Miculla correspondent à diverses étapes historiques, certaines de l'époque préagricole et d'autres où l'agriculture est attestée. Beaucoup pensent qu'ils ont environ 1500 ans, bien que diverses personnes les datent d'une période aussi qui irait de 500 à 1445 apr. J.-C..
Les motifs représentés sont naturalistes, ésotériques ou de la vie quotidienne, tous gravés sur des roches calcaires ou de la silice, dessinés par grattage ou martelage.
L'être humain est l'élément principal, il apparaît chassant des animaux, tenant des bâtons, orné de coiffe, dansant, jouant des instruments de musique et apparaît presque toujours de profil. Dans le cas des danseurs, ils sont capturés en mouvement et toujours ornés de coiffes à plumes. Il existe également des représentations de chevrons ressemblant à des embarcations munies d'avirons.
Il est à noter également les scènes d'animaux parmi lesquelles on peut reconnaître des cerfs, des guanacos, des vigognes, des pumas, des renards, des oiseaux aux ailes déployées, des serpents et des lézards. Ces représentations incluent parfois des yeux d'animaux. Il y a aussi des plantes de cactus, de fleurs et de cultures de maïs stylisées.